# Du Jing
Du Jing (chiń. 杜婧; pinyin Dù Jìng; ur. 23 czerwca 1984 w Anshan, Chiny) – chińska badmintonistka, specjalizująca się w grze podwójnej. Złota medalistka olimpijska z Igrzysk w Pekinie.